# 5555 Wimberly
Az 5555 Wimberly (ideiglenes jelöléssel 1986 VF5) a Naprendszer kisbolygóövében található aszteroida. Edward L. G. Bowell fedezte fel 1985. november 5-én.